# 第49回アカデミー賞
第49回アカデミー賞（だい49かいアカデミーしょう）は1977年3月28日に発表・授賞式が行われた。

## 式典
第49回のアカデミー賞授賞式はドロシー・チャンドラー・パビリオンで行われ、3時間半を超えた。作品賞にはシルヴェスター・スタローンが脚本も書いた『ロッキー』が選ばれ、それまで無名だったスタローンを一気にスターの座に押し上げる結果となった。しかし、テレビ局の内幕を描いた『ネットワーク』が4つの俳優部門のうちの3つを受賞。3つの俳優部門を受賞したのは、1951年の『欲望という名の電車』以来であった。

## 候補と受賞の一覧
太字は受賞である。
また、以下での人名表記は
1. 作品の日本語公式情報およびAMPAS公式サイトの日本版とWOWOWによる授賞式放送での表記に準ずる。
2. 見当たらない場合はデータベースサイトなどを参考。
3. それでもない場合は英語表記のままとする。

| 作品賞 | 監督賞 |
| --- | --- |
| - 『ロッキー』 – ロバート・チャートフ、アーウィン・ウィンクラー - 『大統領の陰謀』 – ウォルター・コブレンツ - 『ウディ・ガスリー/わが心のふるさと』 – ロバート・F・ブラモフェ、ハロルド・レブンソール - 『ネットワーク』 – ハワード・ゴットフリード - 『タクシードライバー』 – ジュリア・フィリップス、マイケル・フィリップス | - ジョン・G・アヴィルドセン – 『ロッキー』 - イングマール・ベルイマン – 『鏡の中の女』 - シドニー・ルメット – 『ネットワーク』 - アラン・J・パクラ – 『大統領の陰謀』 - リナ・ウェルトミューラー – 『セブン・ビューティーズ』 |
| 主演男優賞 | 主演女優賞 |
| - ピーター・フィンチ – 『ネットワーク』 （死後の受賞） - ロバート・デ・ニーロ – 『タクシードライバー』 - ジャンカルロ・ジャンニーニ – 『セブン・ビューティーズ』 - ウィリアム・ホールデン – 『ネットワーク』 - シルヴェスター・スタローン – 『ロッキー』 | - フェイ・ダナウェイ – 『ネットワーク』 - マリー＝クリスティーヌ・バロー – 『さよならの微笑』 - タリア・シャイア – 『ロッキー』 - シシー・スペイセク – 『キャリー』 - リヴ・ウルマン – 『鏡の中の女』 |
| 助演男優賞 | 助演女優賞 |
| - ジェイソン・ロバーズ – 『大統領の陰謀』 - ネッド・ビーティ – 『ネットワーク』 - バージェス・メレディス – 『ロッキー』 - ローレンス・オリヴィエ – 『マラソンマン』 - バート・ヤング – 『ロッキー』 | - ベアトリス・ストレイト – 『ネットワーク』 - ジェーン・アレクサンダー – 『大統領の陰謀』 - ジョディ・フォスター – 『タクシードライバー』 - リー・グラント – 『さすらいの航海』 - パイパー・ローリー – 『キャリー』 |
| 脚本賞 | 脚色賞 |
| - 『ネットワーク』 – パディ・チャイエフスキー - 『さよならの微笑』 – ジャン＝シャルル・タケラ、ダニエル・トンプソン - 『ウディ・アレンのザ・フロント』 – ウォルター・バーンスタイン - 『ロッキー』 – シルヴェスター・スタローン - 『セブン・ビューティーズ』 – リナ・ウェルトミューラー | - 『大統領の陰謀』 – ウィリアム・ゴールドマン - 『ウディ・ガスリー/わが心のふるさと』 – ロバート・ゲッチェル - 『カサノバ』 – フェデリコ・フェリーニ、ベルナルディーノ・ザッポーニ - 『シャーロック・ホームズの素敵な挑戦』 – ニコラス・メイヤー - 『さすらいの航海』 – デイヴィッド・バトラー、スティーヴ・シェイガン |
| 外国語映画賞 | 衣裳デザイン賞 |
| - 『ブラック・アンド・ホワイト・イン・カラー』 (コートジボワール) - 『さよならの微笑』 (フランス) - 『嘘つきヤコブ』 (東ドイツ) - 『昼と夜』 (ポーランド) - 『セブン・ビューティーズ』 (イタリア) | - 『カサノバ』 – ダニロ・ドナティ - 『ウディ・ガスリー/わが心のふるさと』 – ウィリアム・ウェア・テイス - The Incredible Sarah – アンソニー・メンデルソン - The Passover Plot – メアリー・ウィルズ - 『シャーロック・ホームズの素敵な挑戦』 – アラン・バレット |
| 長編ドキュメンタリー映画賞 | 短編ドキュメンタリー映画賞 |
| - Harlan County, USA - Hollywood on Trial - 『スキー&ハングライダー』 - People of the Wind - Volcano: An Inquiry into the Life and Death of Malcolm Lowry | - Number Our Days – リン・リットマン - American Shoeshine - Blackwood - The End of the Road' - Universe |
| 短編実写映画賞 | 短編アニメ映画賞 |
| - In the Region of Ice – ピーター・ワーナー - Kudzu – マージ・ショート - The Morning Spider – ジュリアン・シャグラン、クロード・シャグラン - Nightlife – クレア・ウィルバー、ロビン・リーマン - Number One – ダイアン・キャノン、ヴィンス・キャノン | - Leisure – スザンネ・ベイカー - Dedalo – Manfredo Manfredi - The Street – キャロライン・リーフ、ガイ・グローヴァー |
| 作曲賞 | 編曲・歌曲賞 |
| - 『オーメン』 – ジェリー・ゴールドスミス - 『愛のメモリー』 – バーナード・ハーマン - 『アウトロー』 – ジェリー・フィールディング - 『タクシードライバー』 – バーナード・ハーマン - 『さすらいの航海』 – ラフ・シフリン | - 『ウディ・ガスリー/わが心のふるさと』 – レナード・ローゼンマン - 『ダウンタウン物語』 – ポール・ウィリアムズ - 『スター誕生』 – ロジャー・ケラウェイ |
| 歌曲賞 | 録音賞 |
| - ｢スター誕生の愛のテーマ｣（『スター誕生』） – バーブラ・ストライサンド (作曲)、ポール・ウィリアムズ (作詞) - "A World That Never Was"（Half a House） – サミー・フェイン (作曲)、ポール・フランシス・ウェブスター (作詞) - "Ave Satani"（『オーメン』） – ジェリー・ゴールドスミス (作詞・作曲) - "Come to Me"（『ピンク・パンサー3』） – ヘンリー・マンシーニ (作曲)、ドン・ブラック (作詞) - 「ロッキーのテーマ」（『ロッキー』） – ビル・コンティ (作曲)、キャロル・コナーズ (作詞)、エイン・ロビンス (作詞) | - 『大統領の陰謀』 – アーサー・ピアンタドシ、レス・フレッショルツ、ディック・アレクサンダー、ジム・ウェブ - 『キングコング』 – ハリー・W・テトリック、ウィリアム・マッコーイ、アーロン・ローチン、ジャック・ソロモン - 『ロッキー』 – ハリー・W・テトリック、ウィリアム・マッコーイ、ライル・J・バーブリッジ、バド・アルパー - 『大陸横断超特急』 – ドナルド・O・ミッチェル、ダグラス・O・ウィリアムズ、リチャード・タイラー、ハロルド・M・エザリントン - 『スター誕生』 – ロバート・ニュードソン、ドン・ワリン、ロバート・グラス、トム・オーヴァートン |
| 美術賞 | 撮影賞 |
| - 『大統領の陰謀』 – ジョージ・ジェンキンス (美術)、ジョージ・ゲインズ (装置) - The Incredible Sarah – エリオット・スコット (美術)、ノーマン・レイノルズ (装置) - 『ラスト・タイクーン』 – ジーン・キャラハン (美術)、ジャック・コリンズ (美術)、ジェリー・ワンダーリック (装置) - 『2300年未来への旅』 – デール・ヘネシー (美術)、ロバート・デヴェステル (装置) - 『ラスト・シューティスト』 – ロバート・F・ボイル (美術)、アーサー・ジョセフ・パーカー (装置)                                                  | - 『ウディ・ガスリー/わが心のふるさと』 – ハスケル・ウェクスラー - 『キングコング』 – リチャード・H・クライン - 『2300年未来への旅』 – アーネスト・ラズロ - 『ネットワーク』 – オーウェン・ロイズマン - 『スター誕生』 – ロバート・サーティース |
| 編集賞 | |
| - 『ロッキー』 – リチャード・ハルシー、スコット・コンラッド - 『大統領の陰謀』 – ロバート・L・ウォルフ - 『ウディ・ガスリー/わが心のふるさと』 – ロバート・ジョーンズ、ペンブローク・J・ヘリング - 『ネットワーク』 – アラン・ハイム - 『パニック・イン・スタジアム』 – エヴァ・ニューマン、ウォルター・ハンネマン | |

### アービング・G・タルバーグ賞
- パンドロ・S・バーマン

### 統計
| 複数候補: - 10 候補: 『ネットワーク』、『ロッキー』 - 8 候補: 『大統領の陰謀』 - 6 候補: 『ウディ・ガスリー/わが心のふるさと』 - 4 候補: 『セブン・ビューティーズ』、『スター誕生』、『タクシードライバー』 - 3 候補: 『さよならの微笑』、『さすらいの航海』 - 2 候補: 『キャリー』、『鏡の中の女』、『カサノバ』、he Incredible Sarah、『キングコング』、『2300年未来への旅』、『オーメン』、『シャーロック・ホームズの素敵な挑戦』 | 複数受賞. - 4 受賞: 『ネットワーク』、『大統領の陰謀』 - 3 受賞: 『ロッキー』 - 2 受賞: 『ウディ・ガスリー/わが心のふるさと』 |

### プレゼンター
| プレゼンター               | 役                                                    |
| -------------------------- | ----------------------------------------------------- |
| チェビー・チェイス         | 投票ルール                                            |
| テータム・オニール         | 助演男優賞                                            |
| マーティ・フェルドマン     | 短編実写映画賞 短編アニメ映画賞                       |
| ロイ・シャイダー           | 特別業績賞                                            |
| マルト・ケラー             | 美術賞                                                |
| モハメド・アリ             | 助演女優賞                                            |
| シルヴェスター・スタローン | 助演女優賞                                            |
| ウィリアム・ホールデン     | 編集賞                                                |
| レッド・スケルトン         | 録音賞                                                |
| シシリー・タイソン         | アービング・G・タルバーグ賞                           |
| ドナルド・サザーランド     | 撮影賞                                                |
| パール・ベイリー           | 外国語映画賞                                          |
| アン＝マーグレット         | 作曲賞 編曲・歌曲賞                                   |
| リリアン・ヘルマン         | 長編ドキュメンタリー映画賞 短編ドキュメンタリー映画賞 |
| ニール・ダイアモンド       | 歌曲賞                                                |
| ノーマン・メイラー         | 脚本賞 脚色賞                                         |
| ジャンヌ・モロー           | 監督賞                                                |
| タマラ・ドブソン           | 衣裳デザイン賞                                        |
| リヴ・ウルマン             | 主演男優賞                                            |
| ルイーズ・フレッチャー     | 主演女優賞                                            |
| ジャック・ニコルソン       | 作品賞                                                |

### パフォーマー
- アン＝マーグレット - "Magic Circle"
- エドワード・アルバート - "A World That Never Was"（Half a House）
- ベン・ヴェリーン - 「ロッキーのテーマ」（『ロッキー』）
- トム・ジョーンズ  - "Come to Me"（『ピンク・パンサー3』）
- Tony Vivante - "Ave Satani"（『オーメン』）
- バーブラ・ストライサンド - 「スター誕生の愛のテーマ」（『スター誕生』）
- アン＝マーグレット - "Magic Circle (Reprise)"